# Disney Avventura
Disney Avventura è una collana di letteratura per ragazzi composta da 22 libri, pubblicata dalla Walt Disney Italia con il marchio Disney Libri a cadenza irregolare fra il 2000 e il 2005. 
Le storie proposte, senza fumetti e con poche illustrazioni in bianco e nero, sono racconti gialli che hanno per protagonista Topolino ma senza la compagnia dei suoi tipici compagni come Pippo, Minni, Basettoni o Gambadilegno che compaiono solo sporadicamente in brevi cammei.
Gli autori dei libri sono un mix di noti scrittori italiani, fra cui Roberto Piumini, Sandro Veronesi e Sandrone Dazieri (il cui Ciak si indaga ha vinto il Premio selezione Bancarellino). Le storie propongono un'interpretazione del personaggio principale più matura e distante dalla caratterizzazione classica, con tematiche adulte e storie dalle tinte noir che includono tentati omicidi, criminalità organizzata e elementi horror, riprendendo la falsariga di pubblicazioni come MMMM o PK), sia autori della redazione di Topolino. Le storie propongono un'interpretazione del personaggio principale più matura e distante dalla caratterizzazione classica, con tematiche adulte e storie dalle tinte noir che includono tentati omicidi, criminalità organizzata e elementi horror, riprendendo la falsariga di pubblicazioni come MMMM o PK.

## Elenco libri
1. 2000 - Roberto Piumini - In fuga con Peter
2. 2000 - Chiara Rapaccini - La musica del diavolo
3. 2000 - Lia Celi - La stella di Chandrapur
4. 2000 - Gianfranco Nerozzi - Una notte troppo nera
5. 2000 - Patrizia Rossi - Il ritorno degli umanoidi
6. 2000 - Alessandro Sisti - Lo sguardo di pietra
7. 2000 - Giampiero Rigosi - Transilvania
8. 2000 - Barbara Garlaschelli, Nicoletta Vallorani - La mappa del male
9. 2001 - Stefano Massaron - DoppioClic
10. 2001 - Paola Mordiglia - La cubista scomparsa
11. 2001 - Daniele Brolli - Mutazioni
12. 2001 - Eraldo Baldini - Le porte del tempo
13. 2002 - Margherita D'Amico - Il respiro rubato
14. 2002 - Giampaolo Simi - Caccia al re
15. 2002 - Sandro Veronesi - Ring City
16. 2002 - Tito Faraci - Il popolo delle tenebre
17. 2002 - Teresa Buongiorno - Il segreto della montagna
18. 2002 - Maurizio Matrone - Il bolide fantasma
19. 2003 - Aldo Vitali - Chi è di scena?
20. 2003 - Sandrone Dazieri - Ciak, si indaga
21. 2004 - Claudio Comini, Orazio Minneci - Tropico delle ombre
22. 2005 - Sergio Rossi - Scacco matto